# Giorgio Zancanaro (ciclista)
Giorgio Zancanaro (Alessandria, 15 giugno 1940) è un ex ciclista su strada italiano.
Professionista dal 1961 al 1968, conta la vittoria di tre tappe al Giro d'Italia.

## Carriera
I suoi primi due anni di carriera professionistica si svolsero alla Philco, quindi passò alla San Pellegrino Sport, giungendo terzo al Giro d'Italia 1963 dove vinse anche una tappa. La stagione successiva fu alla Carpano, dove ottenne le prime vittorie da professionista (Giro di Toscana e una tappa del Giro d'Italia). Nel 1967 si aggiudicò ancora una tappa del Giro d'Italia.

## Palmarès
- 1961 (Philco, due vittorie)

Torino-Biella
6ª tappa Tour de l'Avenir
- 1963 (San Pellegrino Sport, una vittoria)

9ª tappa Giro d'Italia (Salsomaggiore > La Spezia)
- 1964 (Carpano, due vittorie)

Giro di Toscana
13ª tappa Giro d'Italia (Roccaraso > Caserta)
- 1967 (Max Meyer, una vittoria)

1ª tappa Giro d'Italia (Treviglio > Alessandria)

## Piazzamenti

### Grandi giri
- Giro d'Italia

1962: ritirato
1963: 3º
1964: 32º
1965: ritirato
1967: ritirato
1968: ritirato
- Tour de France

1962: 65º
- Vuelta a España

1963: ritirato

### Classiche
- Milano-Sanremo

1962: 60º
1963: 12º
1964: 67º
1965: 39º
1968: 93º
- Giro di Lombardia

1962: 39º
1963: 21º
1964: 30º